# Béketervek a boszniai háború előtt és alatt
Béketervek a boszniai háború előtt és alatt. A boszniai háború előtt és alatt az Európai Közösség (EK) és az Egyesült Nemzetek Szervezete (ENSZ) diplomatái négy nagy nemzetközi béketervet javasoltak, mielőtt a konfliktust 1995-ben a daytoni békeszerződés rendezte.

## Háttér
Az 1992-től 1995-ig tartó boszniai háborút három fő etnikum, a bosnyákok, horvátok és szerbek vívták. Míg a bosnyák pluralitás minden etnikai hovatartozáson átívelő nemzetállamot keresett, a horvátok saját autonóm közösséget hoztak létre, amely a közép-boszniai uralomtól függetlenül működött, a szerbek pedig kikiáltották a régió szerb lakosságának szempontjából releváns keleti és északi régióinak függetlenségét. Valamennyi béketervet azzal a céllal javasolták, hogy Bosznia-Hercegovinát szuverén államnak tekintsék teljes területi integritással (ahogyan az  a szocialista Jugoszláviában, Bosznia-Hercegovina Szocialista Köztársaság néven létezett), de nagyobb decentralizáció, vagy bármely közösség autonómiájának egyenlőtlensége nélkül.

## A Carrington–Cutileiro terv
Az eredeti Carrington–Cutileiro béketerv, amelyet szerzőjéről Lord Carringtonról és José Cutileiro portugál nagykövetről neveztek el, az 1992 februárjában megtartott EK-békekonferencia eredményeként jött létre abból a célból, hogy megakadályozzák Bosznia-Hercegovina háborúba való belecsúszását. A tervet lisszaboni megállapodásként is emlegették (szerb-horvátul Lisabonski sporazum). A terv javaslatot tett az etnikai hatalommegosztásra minden közigazgatási szinten, valamint a központi kormányzat helyi etnikai közösségekre való átruházását. A terv szerint azonban Bosznia-Hercegovina összes körzetét, még ott is, ahol nem volt nyilvánvaló az etnikai többség, bosnyák, szerb vagy horvát körzetnek minősítenék. A későbbi tárgyalások során kompromisszumok születtek a kerületi határok megváltoztatásával kapcsolatban. 1992. március 3-án a napokkal korábban, február 29-én és március 1-jén tartott népszavazást követően Bosznia-Hercegovinát függetlenné nyilvánították.
1992. március 11-én a Boszniai Szerb Köztársaság Szerb Népgyűlése (a boszniai szerbek önjelölt parlamentje) egyhangúlag elutasította az eredeti béketervet, saját tervet terjesztve elő, amely szerint a szerbek uralta terület Bosznia területének csaknem kétharmadát foglalta el, etnikailag megosztott városokkal és elszigetelt enklávékkal, és a horvátok a bosnyákok számára mindössze egy szétválasztott földsávot hagyva a köztársaság közepén. Ezt a tervet Cutileiro elutasította. Válaszul bemutatta az eredeti terv átdolgozott változatátt, amely kimondta, hogy a három alkotóegység „nemzeti elveken alapul, és figyelembe veszi a gazdasági, földrajzi és egyéb kritériumokat”. 
1992. március 18-án mindhárom fél aláírta a megállapodást; A bosnyákoknál Alija Izetbegović, a boszniai szerbeknél Radovan Karadžić, a boszniai horvátoknál pedig Mate Boban. 1992. március 28-án, Warren Zimmermann amerikai jugoszláviai nagykövettel Szarajevóban folytatott találkozót követően Izetbegović visszavonta aláírását, és kijelentette, hogy ellenzi Bosznia felosztását. Hogy mit és ki mondott, az továbbra sem világos. Warren Zimmermann tagadta, hogy azt mondta Izetbegovićnak, hogy ha visszavonja aláírását, az Egyesült Államok elismerné Boszniát független államként. Vitathatatlan, hogy ugyanazon a napon Izetbegović visszavonta aláírását és lemondott a megállapodásról.

## A Vance–Owen béketerv
1993. január elején Cyrus Vance ENSZ-különmegbízott és Lord Owen, az EK-képviselő tárgyalásokat kezdett a békejavaslatról Bosznia hadviselő csoportjainak vezetőivel. A javaslat, amely „Vance–Owen béketervként” vált ismertté, Bosznia tíz félautonóm régióra való felosztását jelentette, és az ENSZ támogatását is megkapta. Radovan Karadžić, a Boszniai Szerb Köztársaság elnöke április 30-án írta alá a tervet. A Boszniai Szerb Köztársaság Nemzetgyűlése azonban május 6-án elutasította, és az ezt követő népszavazásra hivatkozott.[8] A tervet a választók 96%-a elutasította bár a békeközvetítők a népszavazást „álságosnak” nevezték. Június 18-án Lord Owen kijelentette, hogy a terv „halott”.
Tekintettel a területi megosztottság, feldarabolódás és etnikai tisztogatás ütemére, a terv bejelentésekor már elavult volt. Ez volt az utolsó javaslat, amely az etnikailag vegyes, egységes Bosznia-Hercegovinát kívánta megmenteni; a későbbi javaslatok vagy megerősítették, vagy tartalmazták Bosznia-Hercegovina felosztásának elemeit. Április 1-jén Cyrus Vance bejelentette, hogy lemond az ENSZ-főtitkári különmegbízotti posztról. Helyét május 1-jén Thorvald Stoltenberg norvég külügyminiszter vette át. A Vance–Owen-terv egy durván felvázolt térkép volt, nem határozta meg a 10 kanton végleges körvonalait, és a három etnikai csoport közötti végső tárgyalásoktól függött.

## Az Owen–Stoltenberg terv
Július végén Bosznia-Hercegovina három egymással harcoló frakciójának képviselői új tárgyalási fordulóba léptek. Augusztus 20-án az ENSZ közvetítői, Thorvald Stoltenberg és David Owen bemutattak egy térképet, amely Boszniát három, etnikai alapú köztársaságra osztja fel, amelyben Bosznia-Hercegovina területének 53 százalékát a boszniai szerb erőknek adnák át, a muszlimok 30 százalékot, a bosznia-hercegovinai horvátok pedig 17 százalékot kapnának. Augusztus 28-án az Owen–Stoltenberg békejavaslatnak megfelelően Grudéban kikiáltották a Herceg-Boszniai Horvát Köztársaságot, mint a bosznia-hercegovinai horvátok köztársaságát. 1993. augusztus 29-én a bosnyák fél elutasította a tervet.

## A Kapcsolattartó Csoport terve
1994 februárja és októbere között a Kapcsolattartó Csoport (USA, Oroszország, Franciaország, Nagy-Britannia és Németország képviselői) folyamatos előrelépést tett a bosznia-hercegovinai konfliktus tárgyalásos rendezése felé. Ezt a tervet a kapcsolattartó csoport terveként ismerték, és erős nyomást gyakoroltak a boszniai szerbekre, hogy fogadják el a tervet, amikor a Jugoszláv Szövetségi Köztársaság embargót rendelt el a Drina folyónál. A tervet az 1994. augusztus 28-án tartott népszavazáson is elutasították.
Ebben az időszakban véget ért a horvátok és a bosnyákok közötti háború, mivel 1994 márciusában a két frakció a Washingtonban és Bécsben aláírt washingtoni megállapodásban rendezte nézeteltéréseit.

## További bosnyák tervek
Bosnyák, horvát és szerb javaslatok is voltak Bosznia átszervezésére.
Az etnikai feszültségek növekedésével az egyik első muszlim javaslatot 1991. június 25-én jelentették be. Ez három entitás (muzulmán, szerb és horvát) létrehozását követelte, amelyek mindegyike két vagy három nem összefüggő területből állt volna.
1992 augusztusában jelentették be a Bosnyák Demokratikus Cselekvési Párt (SDA) és a Horvát Demokratikus Szövetség Bosznia-Hercegovinai (HDZ BiH) politikai pártok újabb közös javaslatát, amely 12 autonóm jogokkal rendelkező Bosznia-Hercegovina kanton létrehozását szorgalmazta.

## Fordítás
- Ez a szócikk részben vagy egészben  a   Peace plans proposed before and during the Bosnian War című angol Wikipédia-szócikk ezen változatának fordításán alapul.  Az eredeti cikk szerkesztőit annak laptörténete sorolja fel. Ez a jelzés csupán a megfogalmazás eredetét és a szerzői jogokat jelzi, nem szolgál a cikkben szereplő információk forrásmegjelöléseként.